# Tlalocita
La tlalocita és un mineral de la classe dels sulfats. Va ser descoberta l'any 1975 a la mina Bambollita de Moctezuma, a l'estat de Sonora (Mèxic), i fou anomenada així pel déu asteca de la pluja Tlaloc, en al·lusió al seu alt contingut en aigua. Un sinònim és la seva clau IMA1974-047. És un tel·lurat hidratat i hidroxilat de coure i zinc amb anions addicionals de tel·lurat i clorur. Pot ser confós amb la quetzalcoatlita ((Cu2+)₃Zn₆(Te6+)₂O₁₂(OH)₆·(Ag,Pb,-)Cl).
Segons la classificació de Nickel-Strunz, la tlalocita pertany a «07.DE: Sulfats (selenats, etc.) amb anions addicionals, amb H₂O, amb cations de mida mitjana només; sense classificar» juntament amb els següents minerals: mangazeïta, carbonatocianotriquita, cianotriquita, schwertmannita, utahita, coquandita, osakaïta, wilcoxita, stanleyita, mcalpineïta, hidrobasaluminita, volaschioita, zaherita, lautenthalita i camerolaïta.
Apareix en jaciments hidrotermals parcialment oxidats, format com a mineral molt rar secundari de coure-zinc. Sol trobar associat amb altres minerals com tenorita, azulita o malaquita.